# ラトランドの市町村一覧
Map of villages in Rutland compiled from this list
これはイングランドのラトランドの市町村の一覧である。

## A
- アシュウェル (ラトランド)（英語版）
- エイストン（英語版）

## B
- バーリーソープ（英語版）
- バロー (ラトランド)（英語版）
- バローデン（英語版）
- ボーモントチェイス（英語版）
- ベルメスソープ（英語版）
- ベルトン・イン・ラトランド（英語版）
- ビスブルック（英語版）
- ブラウンストン・イン・ラトランド（英語版）
- ブルック (ラトランド)（英語版）
- バーリー (ラトランド)（英語版）

## C
- コールデコット (ラトランド)（英語版）
- クリップシャム（英語版）
- コテスモア (ラトランド)（英語版）

## E
- エディス・ウェストン（英語版）
- イーグルトン (ラトランド)（英語版）
- エッピンガム（英語版）
- エッセンディン（英語版）
- エクストン (ラトランド)（英語版）

## G
- グラストン（英語版）
- グレート・キャスタートン（英語版）
- グリーサム (ラトランド)（英語版）
- ガンソープ (ラトランド)（英語版）

## H
- ハンブルトン (ラトランド)（英語版）
- ホーン (ラトランド)（英語版）

## K
- ケットン（英語版）

## L
- ランガム (ラトランド)（英語版）
- レイスフィールド（英語版）
- リトル・キャスタートン（英語版）
- リディングトン（英語版）
- リンドン (ラトランド)（英語版）

## M
- マントン (ラトランド)（英語版）
- マーケット・オーバートン（英語版）
- マーティンスソープ（英語版）
- マーコット (ラトランド)（英語版）

## N
- ノーマントン (ラトランド)（英語版）
- ノース・ルフィンハム（英語版）

## O
- オーカム（英語版）

## P
- プックウォース (ラトランド)（英語版）
- ピルトン (ラトランド)（英語版）
- プレストン (ラトランド)（英語版）

## R
- リドリングトン（英語版）
- レイホール（英語版）

## S
- シートン (ラトランド)（英語版）
- サウス・ルフィンハム（英語版）
- ストーク・ドライ（英語版）
- ストレットン (ラトランド)（英語版）

## T
- テイス（英語版）
- ディストレトン（英語版）
- ソープ・バイ・ウォーター（英語版）
- ティッケンコート（英語版）
- ティンウェル（英語版）
- ティックスオーバー（英語版）

## U
- アッピンガム（英語版）

## W
- ウォードレイ (ラトランド)（英語版）
- ウィッセンディン（英語版）
- ウィットウェル (ラトランド)（英語版）
- ウィング (ラトランド)（英語版）